# Oton Župančič

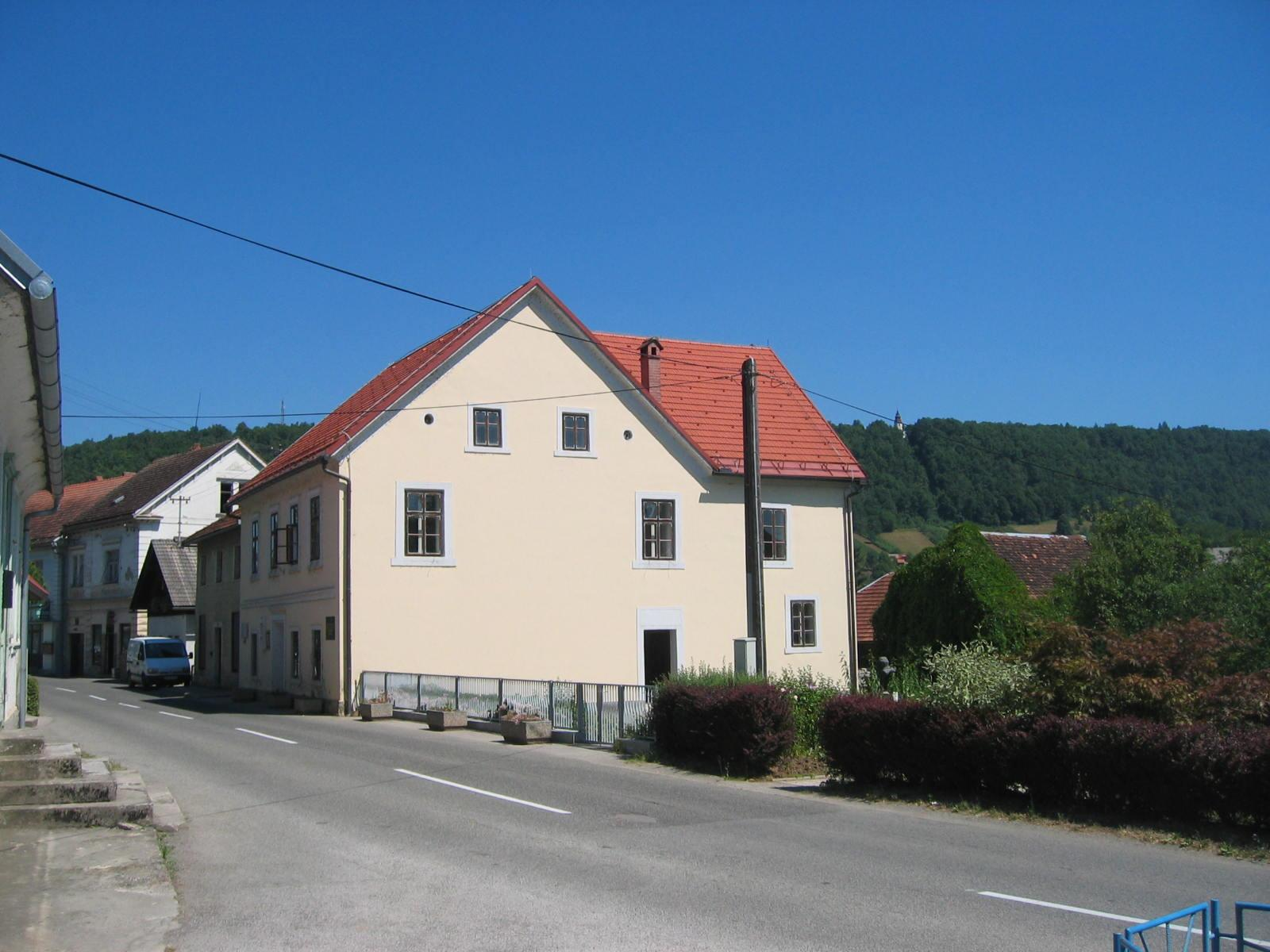
Het geboortehuis van Oton Župančič

Oton Župančič (Vinica, 23 januari 1878 - Ljubljana, 11 juni 1949) was een Sloveens dichter en publicist. Hij wordt tot het Sloveense modernisme gerekend en is daarvan, samen met Dragotin Kette, Josip Murn en Ivan Cankar de belangrijkste vertegenwoordiger. Als beginpunt van het Sloveense modernisme gelden de publicaties "erotika" (Ivan Cankar) en "Čaša opojnosti" (Oton Župančič).
Župančič groeide op in het zuidoosten van Slovenië. De eerste jaren van het middelbaar onderwijs volgde hij in Novo mesto en aansluitend in Ljubljana. Hier deed hij examen in 1896, waarna hij in Wenen geschiedenis en geografie studeerde. Met deze studie sloeg hij een onderwijscarrière in, die echter al na een half jaar lesgeven in Ljubljana tot een eind kwam. Župančič maakte zich op voor een reis door Europa, waar hij onder meer als gelegenheidsonderwijzer de kost verdiende. Na Parijs en Zwitserland verbleef hij langere tijd in Duitsland. In Westfalen leefde hij onder de Sloveense migranten, die er veelal als mijnwerkers hun brood verdienden. Hier ontstonden zijn gedichten over de emigratie, waarin persoonlijk verlies en verscheurdheid een terugkerend thema is. Na de dood van Anton Aškerc in 1912 keerde hij echter terug naar Ljubljana om er stadsarchivaris te worden (in die functie volgde hij Aškerc op). Weldra stond hij ook aan het hoofd van het eerste Sloveens Nationaal Theater.
Het werk van Župančič is verschillend beoordeeld. In zijn werk ontbreekt het nationalistische pathos bijna volledig; in zijn gedichten over het Sloveense volk, vaderland en het historische lijden van dit land benadrukt hij de persoonlijke ervaring in tegenstelling tot veel van zijn tijdgenoten, die in hun werk vaak een socialistische en/of nationalistische ondertoon legden. Župančič koos een veeleer spiritualistische benadering en liet zich daarin deels inspireren door de romantische priester-dichter Simon Gregorčič. Zijn actieve rol in het naoorlogse Slovenië (het worden van afgevaardigde in het Sloveense parlement, het afgeschilderd worden als een modelkunstenaar als voorbeeld voor de "vrije kunstenaar") zorgen voor verder voor kritisch commentaar.
- Bibsys: 90089136
- Bibliothèque nationale de France: cb119297560 (data)
- CiNii: DA19291587
- Gemeinsame Normdatei: 118808664
- International Standard Name Identifier: 0000 0001 0864 3893
- Library of Congress Control Number: n50015735
- Nationale Bibliotheek van Letland: 000172198
- Nationale Bibliotheek van Tsjechië: js20020925249
- Nationale bibliotheek van Australië: 35855371
- Nationale Bibliotheek van Israël: 987007433705405171
- Nationale Bibliotheek van Polen: a0000002404685
- Nationale en Universitaire bibliotheek Zagreb: 000006548
- Nederlandse Thesaurus van Auteursnamen: 070217076
- Réseau des bibliothèques de Suisse occidentale: 02-A011061050
- Système universitaire de documentation: 02999506X
- Trove: 1117488
- Virtual International Authority File: 4938214
- WorldCat: E39PBJmDfKDfCvctbtBxwwC4v3